# Театр тіней (роман)
Театр тіней (англ. Shadow Puppets) являє собою науково-фантастичний роман американського автора  Орсона Скотта Карда, опублікований в 2002 році. Це продовження Тіні гегемона і третя книга в серії «Тінь Ендера» (часто званої «Історія Боба»). Спочатку цей твір називалося «Тінь смерті». Входить в цикл романів  Гра Ендера.

## Сюжет
Пітер, брат  Ендера, тепер Гегемон Землі. Беручи послання з Китаю, де Ахілл поміщений у в'язницю, Петро планував, що Боб буде керувати місією, але в останню хвилину (тому що він сумнівався в тому, що Бен співпрацюватиме) призначає Суріявонга, учня бойової школи з Таїланду, для порятунку Ахілла в транспорт, вважаючи, що він може шпигувати за Ахіллесом, заволодіти його мережею, а потім передати Ахілла в якусь країну для судового розгляду (під час цієї історії Ахілл зрадив Росію, Пакистан і Індію).
Ахіллес, як відомо, вбиває всіх, хто бачив його вразливим. Боб і його подруга Петра, які також служили під Ендером і які подорожують з Бобом, обидва бачили Ахілла таким чином і негайно ховаються, готуючись до майбутньої конфронтації. Боб вважає, що Пітер серйозно недооцінив Ахілла і що він (Боб) не в безпеці, якщо не прихований.
Під час своїх подорожей Петра Арканян переконує Боба вийти за неї заміж і мати дітей з нею, відвезти його до Антона, людини, ім'ям якого був названий Ключ Антона (Стан Боба). Боб не хоче мати дітей, оскільки він не хоче, щоб його «Ген Антона» був переданий його потомству. Він знаходить Волеску, оригінального лікаря, який активував ключ в генах ембріонів, і готує дев'ять ембріонів через штучне запліднення. Волеску вдає, що ідентифікує трьох ембріонів з ключем Антона, і їх відкидають. Один з решти шести імплантується в Петру, а інші знаходяться під охороною.
У той же час, повідомлення передається Бобу, що Хан Цзи, товариш з Бойової школи, насправді не був інформатором в посланні, надісланому Пітеру про Ахіллеса. Розуміючи, що це була пастка, Боб отримує повідомлення батькам Петра, і вони біжать з Пітером з комплексу гегемонії. Боб сам насилу уникає спроби замаху і тікає в Дамаск. Там вони виявляють, що інший товариш битви, Алай, є неперевершеним халіфом майже єдиного мусульманського світу. Тим часом, їх ембріони вкрадені, і Боб очікує, що Ахілл буде використовувати їх, щоб принадити їх в пастку.
Пітер і його батьки біжать на платформу колонізації в космосі, яка раніше була бойовою школою, спираючись на захист полковника Граффа, колишнього командира цієї школи, тепер міністра колонізації. Незабаром після їх прибуття, однак, відправляється повідомлення, котре видає їх присутність.
Роман закінчується тим, що Петро відновлений як Гегимон, Петра возз'єдналася з Бобом, халіфом, командувачем мусульман світу. Китай сильно скорочений в території і змушений прийняти принизливі умови здачі, а ембріони все ще втрачено.